# 洛伦佐·德西尔韦斯特里
洛伦佐·德西尔韦斯特里（義大利語：Lorenzo De Silvestri，發音：[loˈrɛntso de silˈvɛstri]；1988年5月23日—），是一名意大利足球运动员，司职右后卫。現效力於意甲球隊博洛尼亞。喜欢频繁助攻，攻防能力都相当突出。

## 生涯

### 球會
德西尔韦斯特里是拉齐奥从罗马本地选拔培养的球员中最出名的一个，年仅18岁就进入一线队参加了意甲。2007年4月22日，他首次代表拉齊奧參加意甲賽事。在2006-07年球季，他上陣了兩場意甲聯賽。
至2007-08年球季他終於嶄露頭角。該季他上陣了24場聯賽，以出色的助攻站穩了正選位置。2007年12月19日意大利盃，他還取得了一個入球。他獲得了拉素球迷的鍾愛，還被拿來跟尼斯達比較。2007年11月19日，英國足球雜誌《世界足球》把德西尔韦斯特里選為五十位最出色的新秀之一。2009年8月，他自拉齊奧轉會至佛罗伦萨。

### 國家隊
他隨意大利21歲以下足球代表隊出戰2008年北京奧運，但沒有取得獎牌。